# Veldija
Veldija (ili Voldija) je grad na sjeveru Etiopije, u Regiji Amhara, upravno središte Zone Semien Volo i istoimene worede. Veldija je udaljena oko 480 km sjeverno od glavnog grada Adis Abebe, te oko 340 km istočno od regionalnog središta Bahir Dara. Veldija leži na nadmorskoj visini od 2,112 metara, na magistralnoj cesti Asmara-Adis Abeba.
Veldija je poznata po svojoj crkvi Veldija Gebrijel izgrađenoj od lijepog travertina iz obližnjeg kamenoloma.

## Povijest
Kad je njemački misionar Johann Ludwig Krapf prolazio kroz Veldiju u travnju 1842. na svom putu u unutrašnjost Etiopije, ona je tad bila sjedište dejazmača Farisa Aligasa i njegova brata Birua.
Negdje od početka 1890., Veldija je postala upravno središte tadašnje Pokrajine Jedžu. U to doba bila je poznata po svom sajmu iz utorka, koji je bio posebno cijenjen zbog bogate ponude mula.
Za vrijeme vojnog režima Derg, Veldija je između 16. – 17. studenog 1988. bila meta zračnih napada, no na sreću oni su prošli bez ljudskih žrtava.

## Stanovništvo
Prema podacima Središnje statističke agencije Etiopije -(CSA) za 2005. Veldija je imala 42,710 stanovnika, od toga 11,689 muškaraca i 12,844 žena. Dvije najveće etničke grupe u gradu su; Amharci (93.92%) i Tigre (4.32%), sve ostale etničke grupe imaju 1.76% stanovnika. amharski kao materinji jezik govori oko 95.2% stanovnika, tigrinju 3.75%, a ostatak od 1.05% stanovnika govori neke druge jezike. Vjernici Etiopske pravoslavne tevahedo crkva su 79.75% stanovnika, a njih 19.44% su muslimani.